# Florent Sinama-Pongolle
{{Info/Futebolista
```
|nome             = Florent Sinama-Pongolle
|imagem           = 

|nomecompleto     = Florent Stéphane Sinama-Pongolle
|datadenascimento = 
20 de outubro
 de 
1984
 
(40
 
anos)

|cidadenatal      = 
Saint-Pierre

|paisnatal        = 
Reunião

|altura           = 1,76 m
|peso             = 69 kg
|actualclube      = 
aposentado

|clubenumero      = 
|posição          = 
|jovemanos        =
|jovemclubes      = 
 
Saint-Pierroise

|ano              = 2001–2003
2003–2006
2006
2006–2007
2007–2008
2008–2010
2010–2012
2010–2011
2011–2012
2012–2014
2014
2015
2015–2016
2016–2018
|clubes           = 
 
Le Havre
 
Liverpool
[
1
]
→
 
 
Blackburn Rovers
[
2
]
 
(
emp.
)
→
 
 
Recreativo Huelva
 
(
emp.
)
 
Recreativo Huelva
[
3
]
 
Atlético de Madrid
[
4
]
 
Sporting
[
5
]
→
 
 
Zaragoza
[
6
]
 
(
emp.
)
→
 
 
Saint-Étienne
[
7
]
 
(
emp.
)
 
Rostov
[
8
]
 
Chicago Fire
[
9
]
Lausanne Sports
 
Dundee United
[
10
]
 
Chainat Hornbill

|jogos(golos)     = 
00
38 
0000
(4)
00
42 
0000
(7)
00
10 
0000
(1)
00
35 
000
(12)
{{|000}}37 
000
(10)
00
40 
0000
(5)
000
5 
0000
(1)
00
24 
0000
(4)
00
23 
0000
(4)
00
10 
0000
(1)
|anoselecao       = 
2001
2002
–
2006
2008

|selecaonacional  = 
 
França
 
sub-17
 
França
 
sub-21
 
França

|partidasselecao  = 
000
6 
0000
(9)
00
37 
000
(11)
000
1 
0000
(0)
|pcupdate         = 15 de março de 2013
|ntupdate         = 
```

}}
Florent Stéphane Sinama-Pongolle (Saint-Pierre, 20 de outubro de 1984) é um ex-futebolista francês nascido no departamento africano de Reunião e que atuava como atacante.

## Títulos
Liverpool
- Liga dos Campeões da UEFA: 2004–05
- Supercopa Europeia: 2005
- Copa da Inglaterra: 2005–06

 Seleção Francesa
- Campeonato Mundial Sub-17: 2001

## Artilharias
Seleção Francesa
- Mundial Sub-17: 2001 (9 gols)